# 1477 Бонсдорффіа
1477 Бонсдорффіа (1477 Bonsdorffia) — астероїд головного поясу, відкритий 6 лютого 1938 року.
Тіссеранів параметр щодо Юпітера — 3,078.